# Teotitlán del Valle
Teotitlán del Valle est un petit village et une municipalité situés dans le district de Tlacolula à l'est de la région des Valles Centrales, à 31 km de la ville d'Oaxaca, au pied de la Sierra Juárez, dans l'état d'Oaxaca. Elle fait partie de la région de la vallée de Tlacolula. Elle est connue pour ses textiles, en particulier les tapis, qui sont tissés sur des métiers à tisser manuels, à partir de laine obtenue à partir de moutons locaux et teints principalement avec des colorants naturels locaux. Ils combinent des motifs historiques zapotèques avec des motifs contemporains tels que des reproductions d'œuvres d'artistes célèbres. Les artistes prennent des commandes et participent à des visites d'ateliers familiaux,. 
Le nom Teotitlán vient du Nahuatl et signifie « terre des dieux ». Son nom zapotèque est Xaguixe, qui signifie « au pied de la montagne ». 
Fondé en 1465, elle fut l'un des premiers villages fondés par les peuples zapotèques dans cette région et conserve sa culture et sa langue zapotèques.